# Gemmingen
Gemmingen (tiếng Đức: [ˈɡɛmɪŋən] ⓘ) là một thị xã ở huyện Heilbronn trong bang Baden-Württemberg miền nam Đức. Đô thị này có diện tích 19,08 km², dân số thời điểm 31 tháng 12 năm 2020 là 5256 người.